# Boris Petrovich Sheremetev

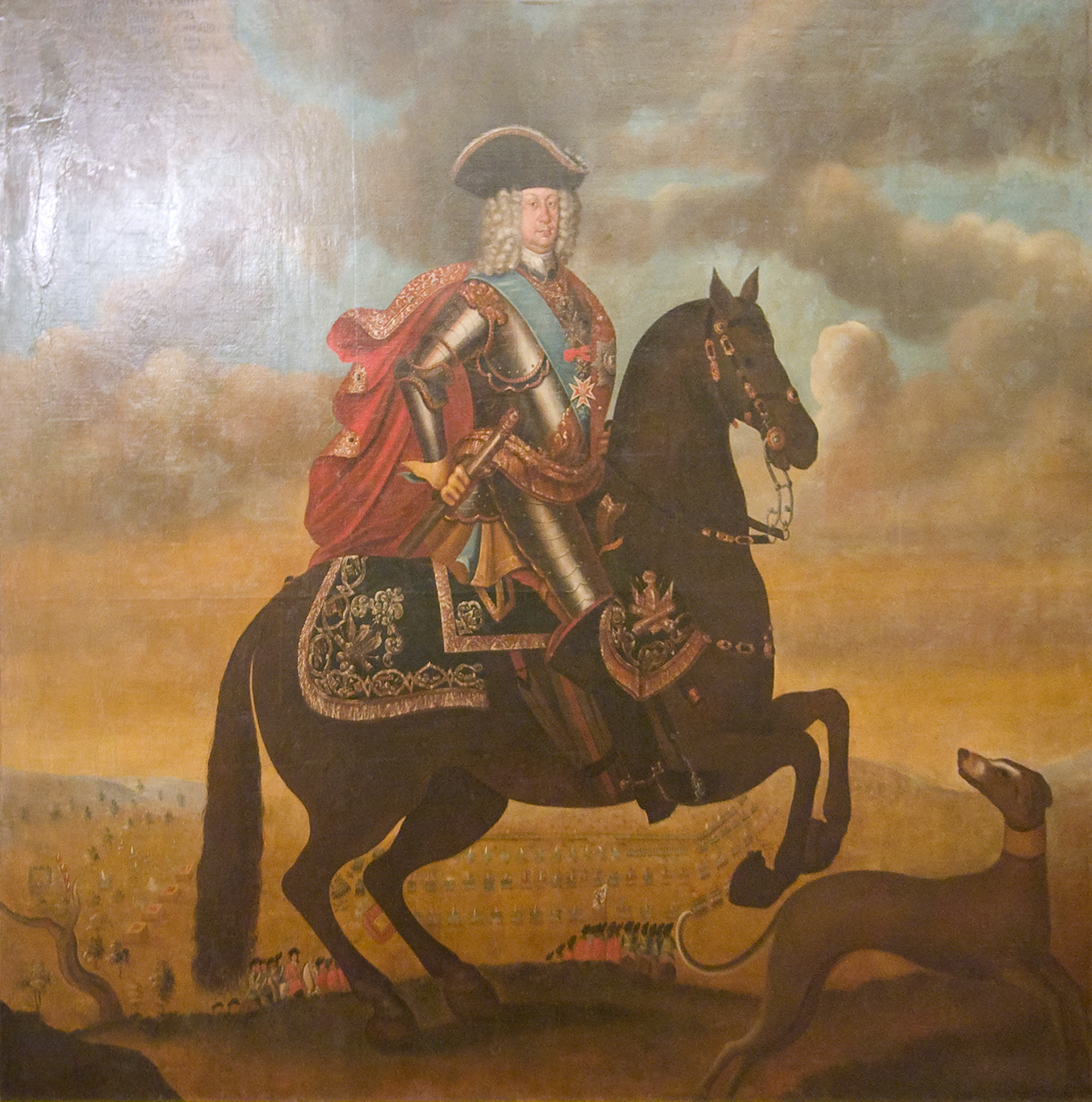
Boris Petrovich Sheremetev

Bá tước Boris Petrovich Sheremetev (tiếng Nga: Борис Петрович Шереме́тев hoặc Шере́метьев, 1652–1719), là một Nguyên soái của Nga, cũng có tước hiệu boyar. Ông là một trong những nhà chỉ huy quân sự tận tụy và đắc lực nhất cho Pyotr Đại đế. Ông lớn hơn Pyotr Đại đế hai mươi tuổi, là hậu duệ của một trong những dòng họ lâu đời nhất, nhưng từ thời trai trẻ Sheremetev đã là người chống lại cung cách Nga xưa cũ.
Nguyên soái B. P. Sheremetev là một trong những người đầu tiên được trao tặng Huân chương Thánh Anđrê, Huân chương cao quý nhất của Đế quốc Nga do đích thân Pyotr Đại đế thiết lập, qua đó người được thưởng huân chương cũng được phong làm Hiệp sĩ của Đế quốc Nga.

## Công trạng ban đầu
Trong cuộc phản loạn của Cấm vệ năm 1682, có lẽ nhờ tư cách cá nhân Sheremetev được cử tiếp xúc và đán phán với Cấm vệ, tuy cuối cùng đổ máu vẫn xảy ra.
Trong chiến dịch đánh Azov lần thứ nhất năm 1689 dưới chế độ Phụ chính của Công chúa Sophia Alekseyevna, B. P. Sheremetev chỉ huy một cánh quân bị quân Tatar tấn công, và chịu cùng thất bại của chiến dịch này. Nhưng ông vẫn được cử giữ chức vụ Tư lệnh Quân khu miền Nam để ngăn chặn sự xâm nhập và cướp phá của quân Tatar từ Hãn quốc Krym. Sau khi Sophia bị lật đổ, Pyotr vẫn trọng dụng ông, và cho ông tiếp tục giữ chức vụ đó.
Trong chiến dịch đánh Azov năm 1695 dưới triều vua Pyotr Đại đế, Sheremetev chỉ huy một cánh quân gồm 120.000 binh sĩ, phần lớn là nông dân được động viên theo cách truyền thống mỗi mùa hè. Mục đích của cánh quân này là để ngăn chặn kỵ binh Tatar tấn công cánh quân của Pyotr Đại đế trước mặt Azov, và cắt đứt sự liên lạc giữa Krym và các tỉnh của Đế chế Ottoman về phía tây, do đó sẽ ngăn chặn kỵ binh Tatar bắt tay với quân Ottoman ở vùng Balkans. Chiến dịch Azov này thất bại, nhưng cánh quân của Sheremetev, hoàn toàn do sĩ quan Nga chỉ huy, đã thành công đáng kể dọc sông Dnepr. Cùng với kỵ binh Cossack của Ivan Stepanovych Mazepa, đội quân của Sheremetev đã tràn ngập hai pháo đài của quân Thổ, khiến quân Thổ trong hai pháo đài khác cũng phải rút lui. Điều này giúp Nga kiểm soát được một vùng rộng từ sông Dnepr xuống gần đến Biển Đen. Nhưng thành công của Sheremetev không thể cứu vãn thất bại của Pyotr, vì cánh quân "kiểu phương Tây" bị thiệt hại nặng nề.

## Trong chiến tranh với Thụy Điển
Trong trận Narva, Sheremetev dẫn 5.000 kỵ binh phi tuần tiễu ở hướng tây để do thám sự xuất hiện của quân cứu viện Thụy Điển. Khi quân Thụy Điển tấn công chiến hào của quân Nga, Sheremetev không thể điều động kỵ binh dưới quyền chống trả. Những kỵ binh này phần lớn là giới quý tộc Nga và dân Cossack thiếu kỷ luật, trở nên hoảng hốt ngay cả trước khi bị tấn công. Nhìn thấy quân Thụy Điển hùng hổ xông đến, quân Nga quay đầu chạy, cố tìm đường tẩu thoát.
Sau trận thua nhục nhà nãy của Nga, Pyotr Đại đế cố vực dậy tinh thần của quân Nga. Ông viết cho Sheremetev: 
| “              | Chúng ta không nên mất tinh thần vì phận rủi của chúng ta. Ta ra lệnh phải tiếp tục những gì chúng ta đang làm. Chúng ta không thiếu người; các con sông và đầm lầy đã đóng băng. Ta không muốn nghe lý do bào chữa nào. | ” |
| — Pyotr Đại Đế | |   |

Sau trận Narva, Pyotr Đại đế phong Sheremetev làm Tổng Tư lệnh mới của Quân đội Nga được tập trung lại và tái trang bị. Trong hai năm, 1695 và 1696, khi Pyotr dẫn quân tấn công Azov, Sheremetev thực hiện chiến dịch khuấy rối nghi binh ở hướng tây, chiếm được các pháo đài của Tatar ở hạ lưu sông Dnepr.
Sheremetev dẫn quân đến đánh xứ Livonia, được 7.000 quân Thụy Điển bảo vệ dưới quyền chỉ huy của Wolmar Anton von Schlippenbach, và vào tháng 1 năm 1702, giành được một chiến thắng quan trọng. Quân Thụy Điển đã rút vào khu trú đông khi Sheremetev xuất hiện với 8.000 bộ binh và kỵ binh trong trang phục mùa đông được 15 khẩu pháo yểm trợ. Trong trận chiến kéo dài 4 giờ, bên Nga không những đã đuổi quân Thụy Điển ra khỏi doanh trại mùa đông, mà còn gây 1.000 thương vong theo như Thụy Điển nhìn nhận (phía Nga tuyên bố gây thương vong 3.000 và nhìn nhận bị thiệt hại 1.000).
Quan trọng hơn theo ý nghĩa tượng trưng, quân Nga bắt được 350 tù binh Thụy Điển và giải họ về Moskva. Khi nhận được tin, Pyotr Đại đế vô cùng sướng thỏa, thốt lên: "Cảm ơn Thượng đế! Cuối cùng chúng ta đã có thể thắng Thụy Điển." Ông thăng Sheremetev lên nguyên soái (người thứ nhất được phong nguyên hàm này trong quân đội Nga). Ở Moskva, chuông nhà thờ đổ dồn, đại bác bắn chào mừng. Pyotr tổ chức yến tiệc lớn trên Quảng trường Đỏ và ra lệnh bắn pháo bông. Khi tù binh Thụy Điển đến, Pyotr tổ chức đoàn diễu hành để dẫn họ đi vào thành phố. Tinh thần của người Nga, đã xuống thấp từ trận Narva, bây giờ bắt đầu lên.
Mùa hè kế tiếp, tháng 7 năm 1702, Sheremetev lại tấn công Schlippenbach ở Livonia, và lần này đội quân 5.000 người của Thụy Điển bị đánh gần như tan tành: 2.500 thương vong, 300 bị bắt cùng với pháo và cờ xí. Bên Nga bị mất 800 người.
Sau trận này, quân cơ động của Schlippenbach không còn xuất hiện, và cả vùng Livonia xem như bỏ ngỏ ngoại trừ các căn cứ cố định Riga, Pärnu và Dorpat. Quân dưới quyền của Sheremetev tự do tung hoành khắp nơi, đốt phá làng mạc và thị trấn, bắt đi hàng ngàn dân thường.
Mùa thu năm 1702, Pyotr Đại đế ra lệnh cho Sheremetev và Fyodor Matveyevich Apraksin hội quân với ông và quân Cảnh vệ nhằm kiểm soát toàn diện hồ Ladoga bằng cách chiếm lấy pháo đài Thụy Điển ở Nöteborg, nơi hồ Ladoga chảy vào sông Neva.
Nöteborg là một pháo đài kiên cố, khởi đầu được xây vào thế kỷ 14. Bằng cách khống chế cửa sông, nó kiểm soát mọi con đường thương mại từ Biển Baltic đi lên hồ Ladoga và qua hệ thống sông ngòi để vào trong đất liền. Bên nào kiểm soát Nöteborg sẽ kiểm soát con đường thương mại kéo dài đến phương Đông. Khi bị Thụy Điển chiếm vào năm 1611, nó là rào chắn giữa đất Nga và Biển Baltic. Bây giờ, bức tường thành dày và sáu tháp công sự của nó được trang bị với 142 khẩu đại bác. Đội quân trấn giữ chỉ có 450 người, nhưng dòng nước chảy xiết khiến cho tàu thuyền khó tiếp cận ngay cả khi không có đạn pháo rơi lên đầu.
Cuối cùng, quân Nga chiếm được Nöteborg. Pyotr Đại đế vô cùng vui sướng với việc đội quân mới và những khẩu pháo mới làm từ chuông nhà thờ Nga chiếm pháo đài quan trọng đầu tiên từ tay Thụy Điển. Ông đón nhận chiếc chìa khóa từ tay vị chỉ huy Thụy Điển đầu hàng rồi gắn nó lên lô cốt phía tây của pháo đài, và đổi tên của pháo đài thành Schlüsselburg, từ schlüssel trong tiếng Đức có nghĩa là "chìa khóa", cũng có ý nghĩa pháo đài là chìa khóa mở ra Biển Baltic. Sự thất thủ của Nöteborg/Schlüsselburg là thất bại nặng nề cho Thụy Điển vì họ đã mất đi bức tường chắn Nga tiến ra Neva và cả tỉnh Ingria.
Mùa xuân năm sau, 1703, Pyotr dứt khoát "không để mất thời giờ mà Thượng đế đã ban," tấn công trực diện để tạo dựng miền đất Nga trên bờ Biển Baltic. Sheremetev dẫn một cánh quân 20.000 người từ Schlüsselburg xuyên qua khu rừng dọc bờ bắc của con sông Neva để tiến ra biển. Sau chiến thắng của quân Nga ở đây, Pyotr đạt được mục đích – ít nhất là tạm thời – theo đó ông đã tuyên chiến. Ông đã chiếm được trọn chiều dài của sông Neva và lấy lại đường thông ra Biển Baltic. Tỉnh Ingria đã về lại tay người Nga. Trong cuộc diễu hành chiến thắng đi vào Moskva, có một biểu ngữ vẽ bản đồ của Ingria với câu chú thích: "Chúng ta không lấy đất của người khác, mà nhận thừa kế từ tổ tiên ta." Pyotr Đại đế quyết định xây dựng lên thành phố Sankt-Peterburg ở cửa sông Neva.
Ngày 13 tháng 7 năm 1704, Sheremetev chỉ huy 23.000 quân chiếm được Dorpat. Sự thất thủ Dorpat đánh dấu số phận của Narva. Pyotr vội dẫn quân của Sheremetev để tạo nên một đoàn quân gồm 45.000 binh sĩ, trở lại đánh phá và chiếm được Narva ngày 9 tháng 8.
Trong cuộc xâm lăng của Thụy Điển dưới quyền vua Karl XII, Sheremetev được chính thức ghi công cho chiến thắng ở trận Poltava, trận đánh tạo khúc ngoặt cho sự xuống dốc của Thụy Điển và bước đi lên của nước Nga trên thế giới. Đã là nguyên soái, Sheremetev không thể nhận quân hàm nào cao hơn, nên ông nhận nhiều đất làm phần thưởng.
Đây là thời gian để gặt hái thêm chiến công. Sheremetev dẫn tất cả bộ binh và một phần kỵ binh đã đánh Karl XII theo hướng bắc đến Baltic để đánh chiếm pháo đài cảng Riga. Ngày 10 tháng 7 năm 1710, thành phố Riga rộng lớn với 4.500 quân trú phòng rơi vào tay Sheremetev sau cuộc công hãm kéo dài 8 tháng.
Trong cuộc chiến năm 1711 đánh Ottoman, Sheremetev dẫn 22 trung đoàn bộ binh từ vùng Baltic xuống Ukraina để tham gia chiến dịch. Nga bị thất bại nặng nề vì nhiều lý do. Pyotr Đại đế đã từ bỏ chiến lược thận trọng thường thấy lúc trước đã được áp dụng thành công đối với Karl XII. Thay vào đó, ông đã thủ vai trò của Karl mà hung hăng dẫn quân vào Đế chế Ottoman, dựa vào sự hỗ trợ và tiếp việc của một đồng minh không đáng tin cậy. Ông đã nghe thông tin sai lạc về sức mạnh của quân Ottoman, và đã tính toán sai lầm về tốc độ hành quân của họ.

## Trấn áp nổi loạn
Khi cuộc nổi loạn ở Astrakhan bùng nổ vào mùa hè 1705, Pyotr Đại đế ra lệnh Sheremetev dẫn vài trung đoàn bộ binh và kỵ binh vượt cả 1.600 kílômét đến Astrakhan để trấn áp. Đối với bên phản loạn, Pyotr tỏ thái độ khoan hồng. Nhưng vào thời này, sự khoan hồng bị xem là nhu nhược, và cư dân Astrakhan tự chúc mừng: họ đã thách thức Sa hoàng và đã thắng. Khi Sheremetev gửi liên lạc viên đến cho biết đoàn quân của ông sẽ tiến vào thị trấn và ông sẽ không tha thứ cho những người cầm đầu, ngọn lửa nổi loạn lại bùng lên. Họ ngược đãi anh liên lạc viên và đáp trả bằng lời xúc phạm Sa hoàng và đe dọa năm sau sẽ tiến đánh Khu Ngoại ô Đức.
Nhưng đám nổi loạn đã không tự lượng sức mình, và không có ai đến gia nhập hàng ngũ của họ. Dân Cossack trả lời rằng họ không bị Sa hoàng áp bức. Astrakhan bị cô lập. Thế mà khi quân Sheremetev tiến vào vẫn bị họ tấn công. Sheremetev đánh bại họ một cách dễ dàng, kỵ binh của ông chạy giữa những hàng người nằm mọp trên đất xin tha mạng. Ông giải những kẻ cầm đầu về Moskva. Vui mừng tột độ, Pyotr tăng lương cho Sheremetev và ban cho ông một vùng đất lớn.

## Vị thế trong triều đình
Trong cuộc cải tổ hành chính của Pyotr Đại đế, Thượng viện được thành lập nhưng còn mang tính chất nô bộc. Sheremetev cùng với các cận thần thân tín khác của Pyotr – Aleksandr Danilovich Menshikov, Fyodor Matveyevich Apraksin, Gavrila Ivanovich Golovkin – đều không nằm trong Thượng viện. Các "siêu đại thần" này có thể gửi chỉ thị cho Thượng viện "qua lệnh của Hoàng thượng." Tuy nhiên, trong những cuộc cải cách hành chính bắt đầu từ đầu thập kỷ 1710, có lẽ vì vẫn mang tư cách một chiến binh chuyên nghiệp và tuổi đã khá cao (trên dưới 60), nên Sheremetev không tạo dấu ấn đáng kể trong hệ thống chính quyền.

## Đánh giá
Khi chỉ huy, Sheremetev có năng lực nhưng thận trọng. Pyotr Đại đế có thể tin tưởng vị tướng tuân thủ mệnh lệnh của ông là không bao giờ gây rủi ro cho đội quân trừ khi có ưu thế vượt trội.
Có lẽ vì lớn hơn Pyotr Đại đế đến 20 tuổi, Sheremetev không gần gũi với Pyotr so với những cận thần khác "cùng trang lứa" với Pyotr. Cũng có thể nhờ tuổi tác, Sheremetev ít bị tai tiếng về chuyện ăn nhậu hoặc quậy phá, và không mấy liên quan đến những vụ việc tham nhũng của những đại thần khác trong triều đình. Pyotr Đại đế trông cậy vào ông như là con người tận tụy, chỉ cố làm xong nhiệm vụ được giao phó, nhưng không màng kề cận quân vương một cách thân tình.
Theo nghĩa đó, có thể so sánh Sheremetev đối với Pyotr Đại đế như là Triệu Vân đối với Lưu Bị: toàn tâm toàn lực, nhưng không phải trong vòng thân thiết của anh em kết nghĩa!